# Domiciliation bancaire
 (août 2022).
Domiciliation bancaire est un terme qui désigne en Belgique le prélèvement bancaire.
La procédure particulièrement complexe et propre à la Belgique sera bientôt remplacée par un standard européen lors du passage au SEPA Direct Debit. Le système sera alors désigné Domiciliation Européenne ou Eurodomiciliation. L'appellation courante, domiciliation (en néerlandais nl:domiciliëring), sera donc officiellement conservée.

## Particularité de la domiciliation belge
La domiciliation bancaire belge, contrairement au prélèvement bancaire français, requiert que la banque du débiteur (par exemple le client) fournisse à la banque du créancier (par exemple, l'opérateur téléphonique) un numéro propre à chaque mise en place de prélèvement (le numéro de domiciliation). Ce n'est qu'une fois en possession de ce numéro que la banque du créancier pourra prélever le montant sur la banque du débiteur à intervalles prédéfinis.

### Inconvénients
- Durée de la mise en place

Le principal inconvénient de la procédure de domiciliation belge est une mise en place particulièrement longue (jusqu'à plusieurs semaines). Ce système oblige donc souvent les clients particuliers à régler manuellement la ou les premières factures, le temps de la mise en place de la domiciliation, alors que la mise en place est virtuellement immédiate dans les systèmes allemands ou français.
Certaines banques transmettent en effet dans un sens les demandes d'ouverture de domiciliation ou dans l'autre sens les numéros de domiciliation, par courrier simple, pouvant nécessiter un double traitement manuel.
- Procédures différentes pour les clients

Il existe deux moyens pour le client de mettre en place une domiciliation, variants selon les créanciers, rendant la procédure moins claire pour le grand public.
Le client peut devoir transmettre un mandat de domiciliation à son créancier, auquel cas ce dernier se chargera de la demande d'ouverture auprès de la banque du client (comme en France). Dans d'autres cas, c'est au client de faire la demande à sa banque d'ouverture de domiciliation (le plus souvent en fournissant le numéro du créancier sur le site internet de banque en ligne du client).

### Avantage
Une domiciliation étant une relation clairement identifiée par avance par la banque du débiteur (le client) lors de l'attribution du numéro de domiciliation, ce dernier peut visualiser facilement toutes les domiciliations actives sur son compte, et les débiteurs correspondants.

## Le futur de la domiciliation
La domiciliation bancaire belge devait être remplacée par le SEPA Direct Debit. Les banques en Belgique étaient prêtes dès le 1er novembre 2009, et toutes les banques de l'espace (donc, l'ouverture effective des prélèvements internationaux) seront entièrement compatibles d'ici le 1er novembre 2010.
Ce système supprime la nécessité d'attribuer un "numéro de domiciliation" à chaque transaction. Il suffira donc au client d'envoyer un mandat à son créancier, lequel pourra sous couvert du respect des délais d'avertissements, prélever directement les créances chez la banque du débiteur.